# Clayton (Kalifornia)
Clayton város az USA Kalifornia államában, Contra Costa megyében. Lakosainak száma 11 070 fő (2020. április 1.).

## Népesség
A település népességének változása:
| Lakosok száma | 1385 | 10 897 | 11 070 |
|               | 1970 | 2010   | 2020   |